# Pieter van Straaten
Pour les articles homonymes, voir Van Straaten.
Pieter van Straaten né le 23 octobre 1992 à Leiderdorp, aux Pays-Bas, est un joueur de hockey sur gazon français. Il évolue au poste d'attaquant à l'Antwerp, en Belgique et avec l'équipe nationale française.

## Carrière
- U21 de 2012 à 2013
- Équipe première depuis 2012

## Palmarès
- : Coupe du monde U21 2013
- : Finales des Hockey Series 2018-2019[3]